# 遂溪站
遂溪站，位于中华人民共和国广东省湛江市遂溪县遂城镇，是黎湛铁路上的火车站，建于1955年。由南宁铁路局玉林车务段管辖。

## 車站周邊
- 遂溪县遂城第八小学

## 歷史
- 建于1954年。
- 1955年全线通车，此站也于同年通车。